# Bradford (Wisconsin)
Bradford è un comune degli Stati Uniti, situato in Wisconsin, nella Contea di Rock.